# Pilophorus nasicus
Pilophorus nasicus är en insektsart som beskrevs av Knight 1926. Pilophorus nasicus ingår i släktet Pilophorus och familjen ängsskinnbaggar. Inga underarter finns listade i Catalogue of Life.